# Alfred Machard
Pour les articles homonymes, voir Machard.

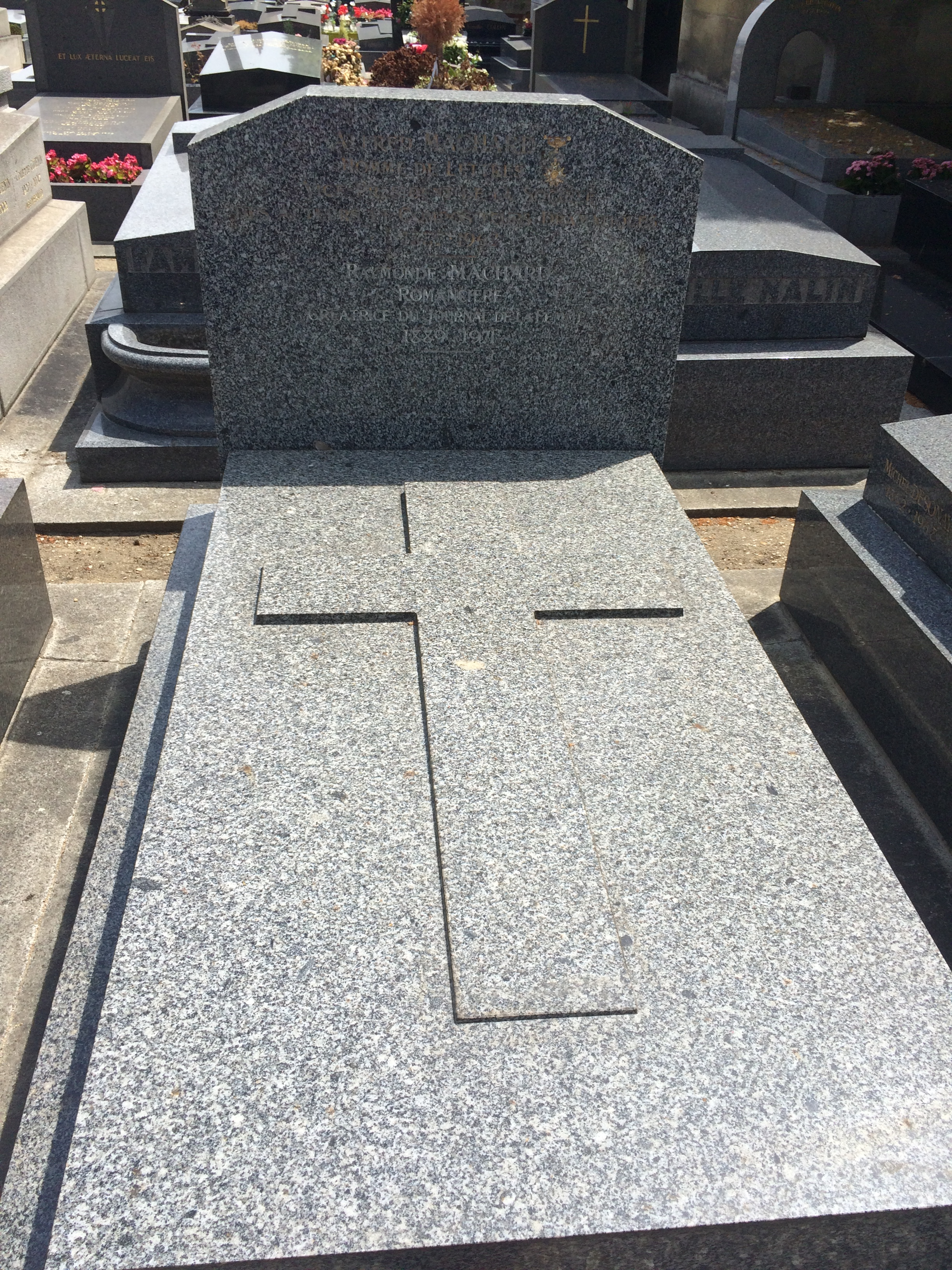
Sépulture d'Alfred Machard au cimetière ancien (div. 3) de Neuilly-sur-Seine (92)

Alfred Machard, né le 12 octobre 1887 à Angers, mort le 2 décembre 1962 à Neuilly-sur-Seine, est un scénariste, écrivain et réalisateur français, époux de Raymonde Machard, femme de lettres.

## Biographie
Il exerce la profession d'employé de la Banque de France, ce qui lui permet d'être placé en sursis d'appel durant la Grande Guerre.
Alfred Machard écrit d'abord une série de livres sur des types populaires : L'Épopée au faubourg, romans de Paris. Son livre "Les Cent Gosses" parait quasiment en même temps que "La Guerre des Boutons" de Louis Pergaud, et cette manière des deux auteurs de présenter les enfants fait bruire le petit monde de l'édition et de l'éducation. Il se tourne ensuite vers le théâtre et le cinéma. Il occupe de nombreuses responsabilités dans le monde culturel : il est commissaire et trésorier de la Société des auteurs et compositeurs de France, membre du comité et trésorier de la Société des gens de lettres, trésorier du Syndicat national des auteurs et compositeurs, membre du comité directeur de la Chambre syndicale française de la cinématographie (en 1960, il apparaît dans le court-métrage Le Rondon d'André Berthomieu).
Le 29 juin 1926 il est fait chevalier de la Légion d’honneur par Georges Lecomte puis promu et décoré de la rosette d’officier Légion d’honneur le 28 octobre 1953 par Roger Ferdinand.
A côté de son activité littéraire, il eut une longue activité professionnelle lui assurant des revenus plus sûrs ; ainsi était-il entré à la Banque de France avant la guerre (ce qui lui permit d'être mis en sursis par celle-ci durant le conflit) et il y travaillait encore dans les années 1920. Il avait épousé à Paris (4e arrondissement) le 20 avril 1916 Juliette Raymonde Reynaud, femme de lettres connue sous le nom de Raymonde Machard. Ils se séparèrent officiellement en 1950 mais ne divorcèrent pas.

## Distinctions
- Chevalier de la Légion d'honneur (1926)[5]
- Officier de la Légion d'honneur

## Publications
L'Épopée au faubourg, romans de Paris (série)
- Trique, Néness, Bout, Miette & C°, Histoire Naturelle et Sociale d’une Bande de Gamins Sous la Troisième République, Eugène Figuière, 1910
- Les Cent gosses, Mercure de France, 1912
- Titine, Mercure de France, 1913. Ce roman qui connut le succès fut réédité sous le titre Titine, histoire d'un viol, en 1920 par Flammarion, puis dans une version illustrée par Louis-Robert Antral aux éditions André en 1922.
- La Guerre des mômes, Flammarion, 1916
- Bout-de-Bibi, Enfant terrible, Flammarion, 1917
- Popaul et Virginie. Petite idylle des temps présents, Flammarion, 1918
- Trique, gamin de Paris, Flammarion, 1918
- Le massacre des Innocents, Légende du temps de la guerre, L’Édition Française Illustrée, 1918
- Graines de bois de lit, Flammarion, 1923
- Dans la foule,
- Printemps sexuels..., Ferenczi et fils, 1926
- La Marmaille, Flammarion, 1935

### Autres
- Souris l'arpète (Petits romans parisiens), Mercure de France, 1914 (préface de Rachilde)
- Le Loup-garou, Tallandier, 1924
- L'Homme qui porte la mort, Grande Librairie universelle, 1926
- Coquecigrole, J. Fernczi et fils, 1926
- Le Syndicat des fessés, J. Férenczi, 1928
- La Femme d'une nuit, Flammarion, 1929
- L'Amant blanc, Flammarion, 1932
- Le Maître des femmes, Flammarion, 1933
- Qu'as-tu fait de mon cœur ?, Flammarion, 1934
- L'homme sans cœur suivi de L'homme qui porte la mort, Flammarion, 1935
- L'Espionne du ciel, Tallandier, 1938
- Le Grand Rêve, Tallandier, 1939
- Le Royaume dans la mansarde, Tallandier, 1956

## Théâtre
- 1922 : Un million dans une main d'enfant, conte dramatique et musical en 4 actes d'Alfred Machard, musique de Victor Larbey au Théâtre Albert 1er[6],[7].
- 1924 : Croquemitaine
- 1943 : Aventure en mer

## Filmographie partielle

### Réalisateur
- 1934 : Son autre amour (coréalisateur : Constant Rémy)

### Scénariste
- 1928 : Le Mystère de la tour Eiffel de Julien Duvivier
- 1932 : Pour un sou d'amour de Jean Grémillon
- 1934 : Son autre amour
- 1935 : La Marmaille de Dominique Bernard-Deschamps
- 1936 : Cœur de gueux de Jean Epstein
- 1936 : Quand minuit sonnera, de Léo Joannon
- 1937 : L'Homme sans cœur de Léo Joannon
- 1939 : Vous seule que j'aime d'Henri Fescourt
- 1940 : Face au destin d'Henri Fescourt
- 1942 : La Femme perdue de Jean Choux
- 1950 : Demain il sera trop tard de Léonide Moguy.
- 1956 : Ah ! Quelle équipe de Roland Quignon
- 1962 : Trique, gamin de Paris de Marco de Gastyne